# Крауч (Ајдахо)
Крауч (енгл. Crouch) град је у америчкој савезној држави Ајдахо.

## Демографија
По попису из 2010. године број становника је 162, што је 8 (5,2%) становника више него 2000. године.
| Група             | 2000.       | 2010.       |
| Белци             | 149 (96,8%) | 154 (95,1%) |
| Афроамериканци    | 0 (0,0%)    | 0 (0,0%)    |
| Азијати           | 0 (0,0%)    | 1 (0,6%)    |
| Хиспаноамериканци | 3 (1,9%)    | 3 (1,9%)    |
| Укупно            | 154         | 162         |